# Кристал Лејк (Ајова)
Кристал Лејк (енгл. Crystal Lake) град је у америчкој савезној држави Ајова. По попису становништва из 2010. у њему је живело 250 становника.

## Демографија
Према попису становништва из 2010. у граду је живело 250 становника, што је -35 (-12.3%) становника више него 2000. године.
| Група             | 2000.       | 2010.       |
| Белци             | 280 (98,2%) | 233 (93,2%) |
| Афроамериканци    | 0 (0,0%)    | 4 (1,6%)    |
| Азијати           | 1 (0,4%)    | 0 (0,0%)    |
| Хиспаноамериканци | 4 (1,4%)    | 10 (4,0%)   |
| Укупно            | 285         | 250         |